# Enzo Biagi
Pour les articles homonymes, voir Biagi.
Enzo Marco Biagi, né le 9 août 1920 à Pianaccio, Lizzano in Belvedere, en Émilie-Romagne et mort le 6 novembre 2007 à Milan, est un journaliste, écrivain et présentateur à la télévision italienne.

## Biographie
Enzo Biagi est né à Pianaccio, un petit village de la province de Bologne au cœur de l'Apennin du nord ou sa grand-mère maternelle Giuseppina Biagi est institutrice. À l'âge de 9 ans, il déménage à Bologne, où son père Dario travaille, comme chef magasinier, dans une fabrique de sucre depuis déjà quatre ans. L'idée de devenir journaliste lui est venue après avoir lu Martin Eden de Jack London. Il fréquente l'institut technique Pier Crescenzi, où, avec d'autres compagnons il publie une petite revue étudiante, Il Picchio, qui s'occupait surtout de la vie scolaire. Il Picchio fut supprimé après quelques mois par le régime fasciste ce qui fit naitre en Biagi un tempérament antifasciste.

## Les débuts
« J'ai toujours rêvé de devenir journaliste, je l'ai écrit aussi en traitant le sujet des médias : j'imaginais que c'était un vengeur capable de réparer les torts et les injustices. […] J'étais convaincu que ce métier me permettrait de découvrir le monde. »

— (Enzo Biagi (C'était hier))
En 1937, à l'âge de dix-sept ans, il écrit son premier article publié dans le journal L'Avvenire d'Italia et consacré au dilemme qui agitait alors la critique de l'époque, savoir si Marino Moretti, le poète de Cesenatico, était ou non à la fin de sa carrière. C'est ainsi qu'il commença sa collaboration à l'Avvenire.
En 1940, il trouve un emploi stable au Carlino Sera, version du soir du journal emblématique de Bologne Il Resto del Carlino alors édité par Dino Grandi, comme compilateur de nouvelles, c'est-à-dire qu'il s'occupait de disposer les articles apportés à la rédaction par les reporters. En 1942, il est appelé sous les drapeaux mais ne partit jamais pour le front en raison de problèmes cardiaques qui devaient l'accompagner toute sa vie. Il épouse Lucia Ghetti, une institutrice, le 8 décembre 1943. Peu de temps après il est contraint de se réfugier dans les montagnes, où il adhère à la Résistance dans les brigades Brigate Giustizia e Libertà liées au Parti d'action dont il partageait le programme et les idéaux. En fait, là encore, Biagi ne se battit pas : c'est que son commandant, sans douter de sa loyauté, le jugeait trop chétif. Il lui donna d'abord des missions de messager, puis lui confia la rédaction d'un journal pour les partisans, Patrioti, dont Biagi était pratiquement le seul rédacteur, et qui permettait de renseigner la population sur l'évolution réelle de la guerre le long de la Ligne gothique. Le journal publia seulement quatre numéros avant que sa presse à imprimer fût détruite par les Allemands. Biagi devait toujours considérer ces mois où il avait été partisan comme les plus importants de sa vie : en mémoire de ce temps, il voulut que ses restes fussent portés au cimetière sur l'air de Bella ciao.
Après la guerre, il entre à Bologne avec les troupes alliées et c'est lui qui à la radio locale annonça la libération. Peu de temps après, il est engagé comme envoyé spécial et critique de cinéma au Resto del Carlino qui à l'époque avait changé de nom pour devenir Giornale dell'Emilia.
En 1946, il suit comme envoyé spécial le Tour d'Italie ; en 1947, il part pour l'Angleterre où il suit le mariage de la future reine Elizabeth II. C'était le premier d'une longue série de voyages à l'étranger comme « témoin de son temps ».

## Les années 1950 et 1960

### Epoca
En 1951 il part pour le compte du Carlino en Polésine où, dans une chronique restée célèbre dans les annales, il décrit l'inondation qui frappe la province de Rovigo, mais le grand succès que recueillent ces articles n'empêche pas Biagi de se retrouver isolé au sein du journal : certaines de ses prises de position contre la bombe atomique lui ont donné une réputation de communiste, si bien qu'il passe pour « subversif et dangereux » aux yeux de son directeur.
Les articles sur la Polesine tombent tout de même sous les yeux de l'éditeur Arnoldo Mondadori à Milan qui est à la recherche de nouveaux talents pour les rédactions de ses journaux et qui l'appelle à travailler comme rédacteur à l'hebdomadaire Epoca. Biagi et sa famille (deux filles, Bice et Carla, étaient déjà nées et en 1956 arrivera Anna) laissent donc Bologne qu'ils aimaient tant pour s'installer à Milan.
En 1952, Epoca connaît un passage difficile. À la recherche du scoop exclusif qu'on pourrait publier en Italie, le nouveau directeur Renzo Segala, qui a succédé depuis un mois à Bruno Fallaci, décide de partir pour l'Amérique en confiant à Biagi la direction du journal pendant deux semaines, mais en lui fixant d'avance les sujets dont il devra s'occuper en son absence ; c'est-à-dire le retour de Trieste à Italie et le début du printemps.
Dans l'intervalle, cependant, éclate l'affaire Wilma Montesi : une jeune fille romaine est retrouvée morte sur la plage d'Ostie ; il en résulte un scandale qui se dégonflera par la suite, mais dans lequel est impliquée la haute bourgeoisie du Latium, le préfet de Rome et le fils du Ministre Attilio Piccioni, lequel démissionne. Biagi sent l'impact énorme que l'affaire Montesi a eu dans le pays et décide, passant outre à tout ce qu'on lui a dit, de lui consacrer la page de couverture et de publier une reconstitution inédite des faits. Le succès est retentissant : les ventes d'Epoca croissent de plus de vingt mille exemplaires en une seule semaine, si bien que Mondadori enlève la direction à Segala, qui vient de revenir des États-Unis, pour la confier à Biagi.
Sous la direction de Biagi, Epoca s'impose dans le panorama des grands magazines italiens surclassant L'Espresso et L'Europeo, les concurrents historiques. La formule d'Epoca, novatrice à l'époque, vise à relater dans des aperçus et des approfondissements les nouvelles de la semaine et ce qui se passe dans l'Italie des Trente Glorieuses. Un autre scoop exclusif sera la publication de photographies qui représentent sous un aspect très humain Pie XII en train de jouer avec un canari.
En 1960, un article sur les émeutes de Gênes et de Reggio Emilia contre le gouvernement Tambroni (qui avaient provoqué la mort de dix ouvriers en grève, soit suffisamment pour qu'on parlât du massacre de Reggio Emilia (it)) provoqua une vive réaction et Biagi sera forcé de quitter Epoca. Quelques mois plus tard il est engagé par La Stampa comme envoyé spécial.

### L'arrivée à la Rai: leTelegiornale
Le 1er octobre 1961 Biagi devient directeur du Telegiornale, selon certains pour plaire au Parti socialiste italien (pour lequel il penchait) qui entamait au cours de ces années-là l'expérience de l'ouverture au centre aux côtés de la Démocratie chrétienne. Cette version a été démentie tant par Biagi que par Ettore Bernabei (en), alors directeur général de la RAI, mais Biagi aurait été expressément conseillé pour le poste de directeur, à côté d'Indro Montanelli, par Pietro Nenni à Amintore Fanfani.
Biagi se met immédiatement au travail, et applique au Telegiornale la formule d'Epoca, laissant moins de place à la politique et plus aux « malheurs des Italiens», comme il appelle les failles dans le système de leur pays. Il réalise une interview mémorable de Salvatore Gallo, condamné injustement à Ventotene à une peine de perpétuité, ce qui conduira ensuite le Parlement à approuver les révisions de procès même après le rejet d'un pourvoi en cassation. Il traite des expériences nucléaires de l'Union soviétique qui avaient semé la panique dans toute l'Europe. Il fait travailler à la Rai de grands journalistes comme Giorgio Bocca et Indro Montanelli, mais aussi des jeunes comme Enzo Bettiza et Emilio Fede, promis à une longue carrière.
En novembre 1961 surgissent les premières polémiques inévitables : dans une question posée au parlement par le démocrate-chrétien Guido Gonella au ministre de l'Intérieur Mario Scelba, Enzo Biagi est accusé d'être un factieux et de ne pas s'aligner sur la ligne officielle. Une Interview en première partie de soirée du leader communiste Palmiro Togliatti lui vaut une attaque sévère de la part des journaux de droite qui commencent contre lui une campagne agressive.
En mars 1962 il lance le premier magazine télévisé en Italie : RT-Rotocalco Televisivo. Pour la première fois il apparaît sur l'écran et, timide, il se souviendra toujours comme d'un supplice de ses premiers enregistrements. RT est la première émission où l'on parle explicitement de la Mafia : un reportage a été fait effectivement à Corleone par Gianni Bisiach et pour la première fois on cita des noms des bosses féroces qui régissent la Sicile, comme Toto Riina et Bernardo Provenzano.
Mais à Rome Biagi se sent les mains liées. Les pressions politiques sont à l'ordre du jour, il a déjà dit non à Saragat qui lui proposait certains services, mais il est difficile de résister malgré la solidarité publique que lui manifestent des personnalités célèbres de la période comme Guareschi, Garinei et Giovannini, Feltrinelli, et Liala Bernabei lui-même. En 1963, il décide de démissionner et de retourner à Milan où il devient le correspondant et le collaborateur du Corriere della Sera, de La Stampa et l'hebdomadaire L'Europeo. 

« J'ai été l'homme qu'il ne fallait pas là où il ne fallait pas : je ne pouvais pas garder les équilibres politiques, qui à vrai dire ne m'intéressaient pas, et je n'aimais pas perdre mon temps au téléphone avec des hommes de haut rang et des sous-secrétaires […] Je voulais faire un Telegiornale dans lequel il y aurait tout, qui serait plus proche des gens, qui serait au service du public et non au service des politiciens. »

— (Enzo Biagi)
En 1968, il s'attacha à la télévision d'État pour réaliser des programmes d'approfondissement journalistique. Parmi les plus suivis et les plus innovateurs : « Dicono di lei (On dit de vous) » (1969), une série d'interviews à des célébrités, à travers des phrases, des aphorismes, des anecdotes sur leur personnalité, et « Terza B, facciamo l'appello (Troisième B, faisons l'appel) » (1971), où des personnalités célèbres rencontraient d'anciens camarades de classe, des amis de leur adolescence et les premières timides amours.

## Les années 1970, 1980, 1990
« Je regarde le journal d'un service public de la même façon que les transports publics et le service des eaux : je n'enverrai pas d'eau polluée chez vous. »

— (Enzo Biagi dans son éditorial au premier jour où il dirigeait Il Resto del Carlino)
En 1971, il fut nommé directeur du Resto del Carlino avec l'objectif d'en faire un quotidien national. On donne plus d'attention aux nouvelles et à la politique. Biagi commence avec un éditorial qui s'appelait Rischiatutto comme la célèbre émission de Mike Bongiorno, en commentant le chaos dans lequel se déroulait l'élection du Président de la République (elle vit au bout du compte l'élection de Giovanni Leone) qui occupa pendant des mois le Parlement avec tous les problèmes que traversait le pays.
L'éditeur Attilio Monti est en bons termes avec le ministre des Finances Luigi Preti, qui prétend que le journal insiste sur ses activités. Biagi ignore les demandes de Preti mais, peu après, il fait connaître la participation de ce dernier à une fête au Grand Hôtel de Rimini, ce que Preti dément énergiquement. La réplique de Biagi (« Nous regrettons que la distraction du journaliste lui ait fait commettre une faute d'inattention ; mais nous restons convaincus que les ministres, fussent-ils socialistes, ont le devoir de vivre sous les ponts ») jette Preti dans une telle fureur qu'il exige qu'on mette à la porte l'insolent. Le 30 juin 1972 Biagi appose donc sa signature à ses adieux aux lecteurs et revient alors au Corriere della Sera.
En 1975, mais sans abandonner le Corriere, il œuvra avec son ami Indro Montanelli à la création du Giornale.
De 1977 à 1980, il revint collaborer de manière stable à la RAI, en dirigeant « Proibito (Interdit) », programme de début de soirée sur la RAI Due et qui traitait de thèmes d'actualité. Dans le cadre du programme il mena deux séries d'enquêtes internationales intitulées Douce France (1978) et Made in England (1980). Avec Proibido, Biagi commença à s'occuper d'interviews télévisées, un genre où il passa maître. Au cours du programme on interrogeait, en créant à chaque fois remous et polémiques, les personnages-clés de l'époque en Italie, l'ancien membre des brigades rouges Alberto Franceschini, le financier impliqué par la suite dans des enquêtes sur la mafia et la corruption, Michele Sindona, et surtout le dictateur libyen Muammar Kadhafi, dans les jours qui suivirent l'attentat sanglant d'Ustica, au sujet duquel le dictateur soutenait qu'il s'agissait d'une attentat organisé par les États-Unis contre sa personne et que les Américains ce jour-là s'étaient simplement « trompés de cible ». L'interview finit par se trouver au centre d'une controverse internationale mais le gouvernement de l'époque n'en interdit pas la diffusion sur les ondes. La rencontre fut même rediffusée normalement un mois plus tard.
En 1981, après le scandale de la Loge P2, Biagi quitta le Corriere della Sera, disant qu'il n'était pas disposé à travailler dans un journal contrôlé par la franc-maçonnerie comme cela semblait ressortir d'enquêtes menées par la magistrature. Comme lui-même l'a révélé, le leader de la Loge P2 Licio Gelli avait demandé à Franco Di Bella, alors directeur du journal, de chasser Biagi ou de l'envoyer en Argentine. Di Bella avait cependant refusé.
Il devint alors éditorialiste au journal La Repubblica qu'il quitta en 1988 pour revenir à celui de la Via Solferino. 
En 1982, il dirigea la première série de "Film Dossier", un programme qui, à travers des films qu'il montrait, visait à impliquer le spectateur ; en 1983, après une émission sur RAI Tre consacrée à des épisodes de la Seconde Guerre mondiale (La guerre et ce qui l'entoure), il commença à diriger sur RAI Uno Linea Diretta, l'un des programmes les plus suivis, qui se proposait d'approfondir l'événement de la semaine par l'implication des différents protagonistes. Linea Diretta fut diffusée jusqu'en 1985.
À peine un an plus tard, en 1986, encore une fois sur RAI Uno, ce fut le tour de Spot, un hebdomadaire journalistique en quinze points, et auquel Biagi collaborait comme interviewer. À ce titre, il devint le protagoniste d'entretiens historiques, comme celui où parut Osho, un mystique indien contemporain célèbre et controversé, l'année où le Parti radical tentait de lui faire obtenir le droit de pénétrer en Italie et qu'on le lui refusait, ou Mikhail Gorbachev, dans les années où le leader soviétique entamait sa perestroïka ; ou celui encore avec Silvio Berlusconi à l'époque de la controverse sur les faveurs présumées du gouvernement Craxi vis-à-vis de ses télévisions. Berlusconi tenta en vain de convaincre Biagi d'entrer à Mediaset, mais le journaliste n'accepta pas, soit en raison de son attachement affectif à la RAI, soit parce qu'il craignait que la télévision du Cavaliere lui offrirait moins de liberté. En 1989, il rouvrit pour un an les portes de Linea Diretta. Cette nouvelle édition sera elle aussi moquée par le trio comique Marchesini-Solenghi-Lopez, qui à l'époque connaissait un grand succès. Auparavant Biagi avait déjà été imité par Alighiero Noschese dans les années 1970 avant de se trouver dans le collimateur du Bagaglino.
Au début des années 1980, il réalisa surtout des émissions thématiques d'une grande profondeur, comme « Che succede all'Est ? (Qu'est-ce qui se passe à l'Est ?) (1990), consacrée à la fin du communisme, I dieci comandamenti all'italiana (Les Dix Commandements à l'italienne) (1991) où il rencontra le cardinal Ersilio Tonini avec lequel il noua une forte amitié, Una storia (Une histoire) (1992) (traitant de la lutte contre la mafia), où parut pour la première fois à la télévision le repenti Tommaso Buscetta. Il suit attentivement les événements de Mani pulite (Mains propres), avec des programmes comme « Processo al processo su Tangentopoli (Procès au procès de Tangentopoli) (1993) et Le inchieste di Enzo Biagi (Les enquêtes d'Enzo Biagi) (1993-1994). Il est le premier journaliste à rencontrer celui qui était alors le juge Antonio Di Pietro, à l'époque où on le considérait comme le « héros » qui avait mis à genoux Tangentopoli.